# Jelena Jakowlewa
Jelena Aleksiejewna Jakowlewa, ros. Елена Алексеевна Яковлева (ur. 5 marca 1961 w Nowogrodzie Wołyńskim) – rosyjska aktorka.
Znana głównie z roli Tanii w filmie Dewizówka oraz Anastazji Kamieńskiej z serialu Kamieńska. Jest również aktorką Teatru Sowriemiennik w Moskwie. W 2002 roku Jakowlewa została odznaczona tytułem Ludowego Artysty Federacji Rosyjskiej.

## Wybrana filmografia
- 2010: Biała i Strzała podbijają kosmos jako Strzała (głos)
- 2007: Zbrodnia i kara jako Pulcheria Aleksandrowna
- 2004: Mój kuzyn - monstrum jako Rita
- 1999–2005: Kamieńska jako Anastazja Kamieńska (Stasieńka)
- 1989: Dewizówka jako Tatiana "Tania" Zajcewa

i inne